# 6 Súper Hits (EP)
6 Súper Hits es el primer extended play (EP) oficial de la cantante de pop latino Paulina Rubio. Fue lanzado el 17 de noviembre de 2009.
El miniálbum contiene 5 canciones que ya habían sido lanzadas en los cinco primeros álbumes de La Chica Dorada con Universal Music. En corto, es un mini-recopilatorio de éxitos además de un remix de "Causa y Efecto". 

## Lista de canciones
| N.º | Título                                                    | Escritor(es)                                                                   | Duración |  |
| 1.  | «Causa y Efecto» (de "Gran City Pop")                     | Mario Domm & Claudia Brant                                                     | 3:25     |  |
| 2.  | «Ni Rosas Ni Juguetes» (de "Gran City Pop")               | Claudia Brant, Noel Schajris & Gianmarco                                       | 3:15     |  |
| 3.  | «Y Yo Sigo Aquí» (Versión de "Border Girl")               | Fabio "Estéfano" Alonso                                                        | 3:58     |  |
| 4.  | «Dame Otro Tequila» (de "Pau-Latina")                     | Emilio Estefan, Ricardo Gaitán, Alberto Gaitán, Tony Mardini & Tom Mc-Williams | 2:43     |  |
| 5.  | «Algo Tienes» (de "Pau-Latina")                           | Chris Rodríguez & M. Benito                                                    | 3:09     |  |
| 6.  | «Causa y Efecto» (Urban Remix * Featuring. Angel & Khriz) | Mario Domm & Claudia Brant                                                     | 4:05     |  |

## Posiciones
| País           | Listas (2009)              | Máxima Posición |
| -------------- | -------------------------- | --------------- |
| Estados Unidos | Billboard Latin Pop Albums | 15              |
| Estados Unidos | Billboard Top Latin Albums | 59              |